# Black Mortal
Black Mortal was een Belgisch bruin bier van hoge gisting. Het werd gebrouwen door Brouwerij Mortal's Beers te Jamagne van 2003 tot 2008. 
Het had een zachte smaak met een toets van eik en kandij. De ingrediënten waren gerstemout, suiker, hop, eikenschors, gist en water.

## Varianten[2]
- Yellow Mortal (7,20%)
- Kool Mortal (5,20%)
- Christmas Mortal (9,50%)
- Season Mortal (7,20%)
- Sun Mortal (5,60)
- Babouche Mortal (5,60%)
- Halloween Mortal
- Hot Mortal
- Mandarin Mortal (6,50%)
- Mortal Négrine
- Special Mortal (5,80%)